# متی کاردارپل
متی کاردارپل (انگلیسی: Matty Cardarople؛ زادهٔ ۹ فوریهٔ ۱۹۸۳) هنرپیشه است.
از فیلم‌ها یا برنامه‌های تلویزیونی که وی در آن نقش داشته‌است می‌توان به مجموعه حوادث ناگوار ، چیزهای عجیب و فیلم سوزان تنبل اشاره کرد.